# Kolno (gmina wiejska w województwie podlaskim)
Kolno (do 1954 gmina Czerwone) – gmina wiejska w województwie podlaskim, w powiecie kolneńskim. W latach 1975–1998 gmina położona była w województwie łomżyńskim.
Siedziba gminy to Kolno.
Według danych z 31 grudnia 2009 gminę zamieszkiwały 8642 osoby. Natomiast według danych z 31 grudnia 2019 roku gminę zamieszkiwało 8525 osób.
Ciekawostka: od 1 lutego do 31 grudnia 1991 gmina Kolno i miasto Kolno tworzyły wspólną gminę (tzw. miasto-gminę). Zostały połączone w związku z restrukturyzacją podziału administracyjnego w 1991 roku, lecz po zaledwie 11 miesiącach (1 stycznia 1992) gminy ponownie rozdzielono.

## Struktura powierzchni
Według danych z roku 2005 gmina Kolno ma obszar 282,13 km², w tym:
- użytki rolne: 72%
- użytki leśne: 21%

Gmina stanowi 30,02% powierzchni powiatu.

## Demografia

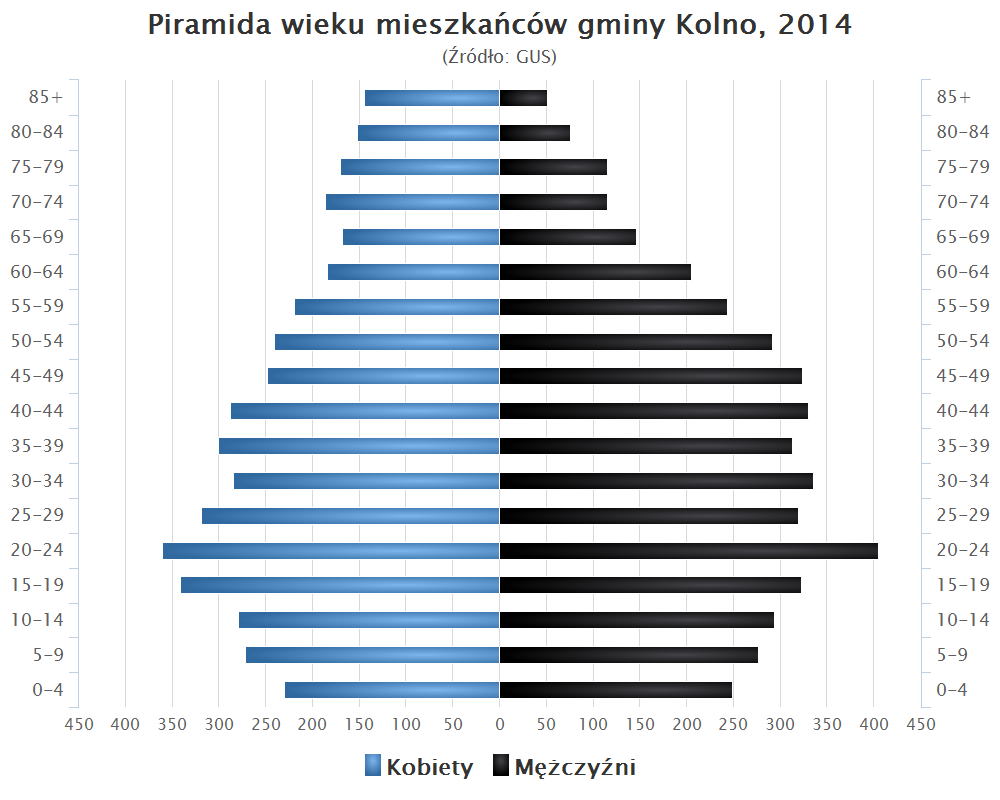
Piramida wieku mieszkańców gminy Kolno w 2014 roku

Dane z 31 grudnia 2009:
| Opis                              | Ogółem | Ogółem | Kobiety | Kobiety | Mężczyźni | Mężczyźni |
| --------------------------------- | ------ | ------ | ------- | ------- | --------- | --------- |
| jednostka                         | osób   | %      | osób    | %       | osób      | %         |
| populacja                         | 8642   | 100    | 4302    | 49,8    | 4340      | 50,2      |
| gęstość zaludnienia (mieszk./km²) | 30,6   | 30,6   | 15,2    | 15,2    | 15,4      | 15,4      |

## Sołectwa
Bialiki, Borkowo, Brzozowo, Brzózki, Czernice, Czerwone, Danowo, Filipki Duże, Filipki Małe, Gietki, Glinki, Górskie, Górszczyzna, Gromadzyn-Wykno, Janowo, Kiełcze-Kopki, Kolimagi, Kossaki, Kowalewo, Koziki-Olszyny, Kozioł, Kumelsk, Lachowo, Łosewo, Niksowizna, Obiedzino, Okurowo, Pachuczyn, Rupin, Rydzewo-Świątki, Stare Kiełcze, Stary Gromadzyn, Tyszki-Łabno, Tyszki-Wądołowo, Truszki-Kucze i Truszki-Patory – (wspólne sołectwo), Truszki-Zalesie, Waszki, Wincenta, Wszebory, Wścieklice, Wykowo, Zabiele, Zabiele Zakaleń, Zaskrodzie, Żebry.
Pozostałe miejscowości: Laskowiec

## Sąsiednie gminy
Biała Piska, Grabowo, Kolno, Mały Płock, Pisz, Stawiski, Turośl, Zbójna

## Media

### Prasa
- Gazeta Gminna – miesięcznik gminy Kolno

### Internet
- www.gminakolno.pl – oficjalna strona internetowa Gminy Kolno

## Miasta partnerskie
- Gmina Lubień